# Palais de Justice (Paris)

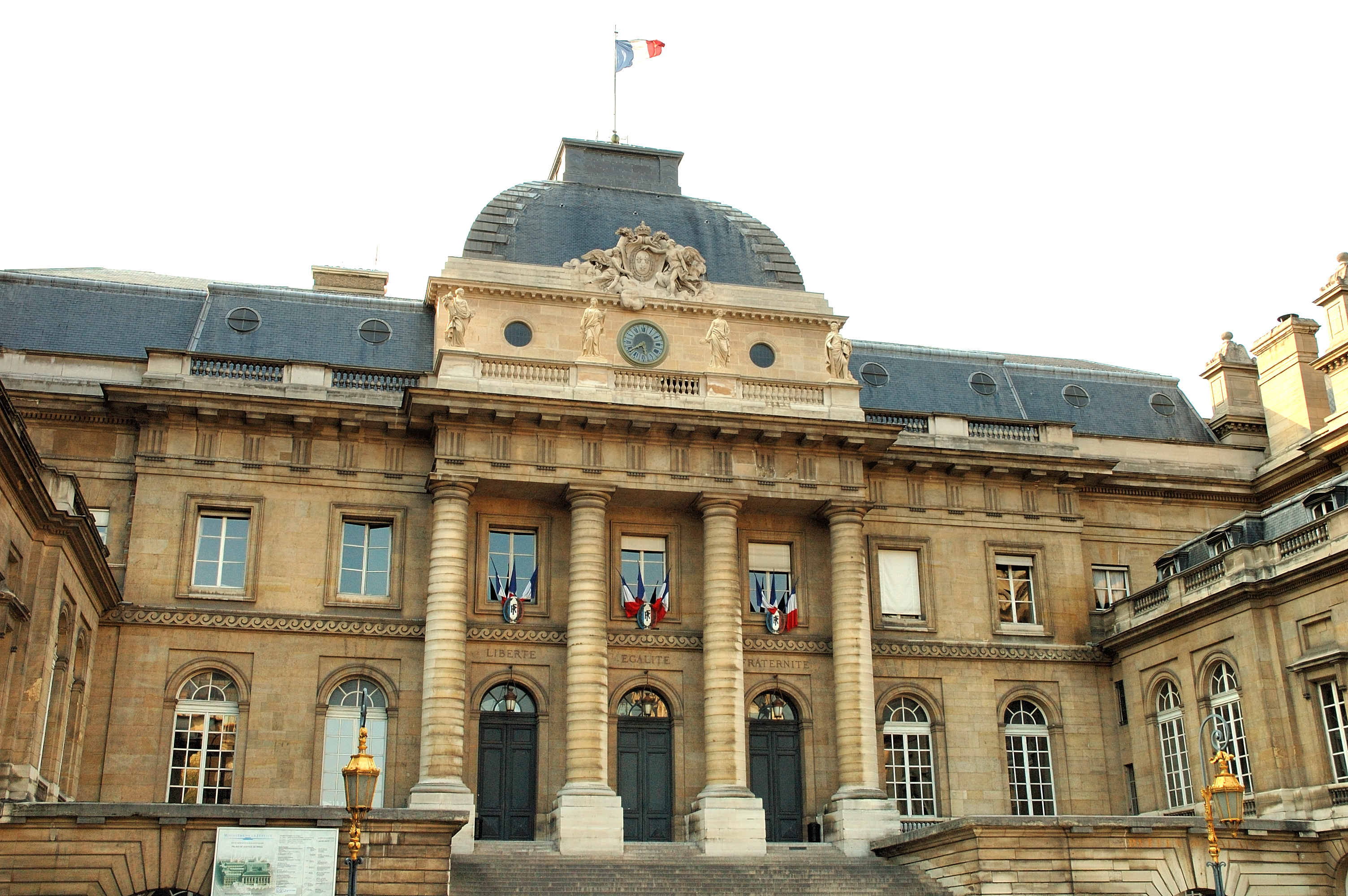
Palais de Justice vom Boulevard du Palais aus gesehen: hier standen in der Zeit des Terrors die Karren mit den zum Tode Verurteilten.

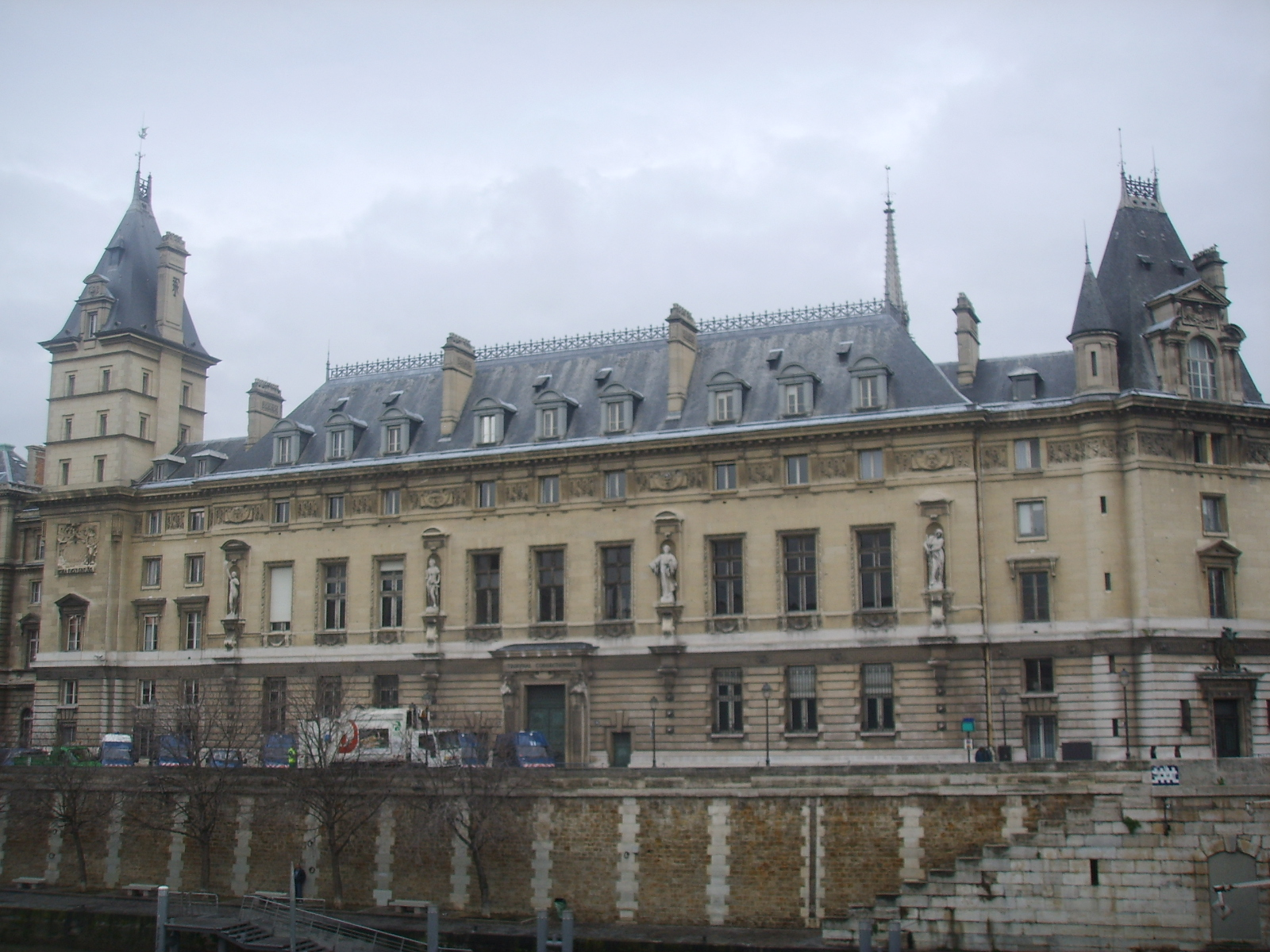
36, quai des Orfèvres, ehemaliger Sitz der Pariser Police judiciaire

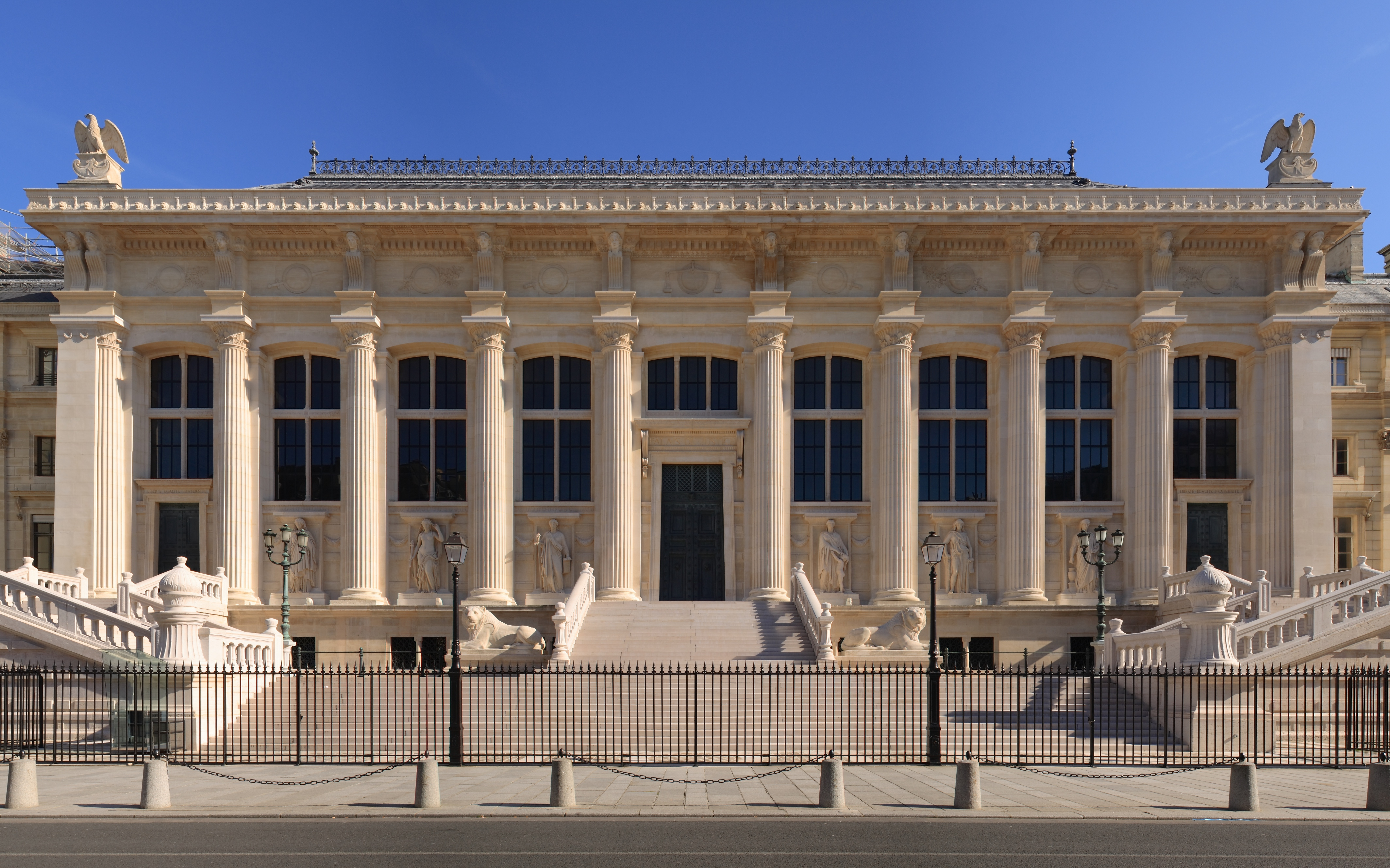
Westfassade an der Rue de Harlay (Eingang zum Schwurgericht (Cour d’assises))

Das Palais de Justice de Paris (pa'lɛ də ʒys'tis, deutsch Justizpalast) ist ein Architekturensemble im 1. Arrondissement auf der Île de la Cité; es nimmt fast ein Fünftel der Fläche der Insel ein und beherbergt die wichtigsten Institutionen der französischen Rechtsprechung. Das Palais wird im Norden vom Quai de l’Horloge begrenzt, im Osten vom Boulevard du Palais, im Süden vom Quai des Orfèvres und im Westen von der Rue de Harlay.

## Geschichte
An der Stelle, an der heute das Palais de Justice steht, befand sich früher das Palais de la Cité, die königliche Residenz in Paris vom 10. bis zum 14. Jahrhundert, von dem nur noch die Conciergerie und die Sainte-Chapelle erhalten blieben.
Als König Karl V. entschied, das Palais de la Cité gegen das Hôtel Saint-Paul zu tauschen, brachte er in dem aufgegebenen Palais seine Verwaltung unter: das Parlement, die Chambre des comptes (Rechnungshof) und die Kanzlei. 1776, unter König Ludwig XVI., fielen die Gebäudeteile zwischen der Conciergerie und der Sainte-Chapelle einem Brand zum Opfer. Die Fassade an der Cour de Mai, Haupteingang des Palais, wurde zwischen 1783 und 1786 rekonstruiert. Während der Französischen Revolution, vom 6. April 1793 bis zum 31. Mai 1795, war das Palais der Sitz des Revolutionstribunals.
Zur Zeit der Restauration gewann das Palais de Justice eine neue Dimension, als Prozesse ebenso bedeutend wie politische Debatten wurden. Neue Ämter wurden geschaffen und die Räumlichkeiten reichten bald nicht mehr aus, so dass erste Bauarbeiten aufgenommen wurden. Die Julimonarchie veranlasste einen weiteren Ausbau des Palais. Jean-Nicolas Huyot wurde beauftragt, den Ausbau durch ein majestätisches Bauwerk durchzuführen. 1840 wurden nach dem Tod Huyots Louis Joseph Duc und Honoré Daumet ernannt, um das Projekt abzuschließen. König Louis Philippe erlebte die Fertigstellung nicht mehr im Amt, die blieb Napoleon III. vorbehalten – allerdings auch erst gegen Ende seiner Regierung: Die Abschlussarbeiten waren im Gang, als das Zweite Kaiserreich zusammenbrach. Ein Feuer am 24. Mai 1871, also zur Zeit der Pariser Kommune, vernichtete fast ein Vierteljahrhundert Arbeit. Jahre später wurde Daumet (Duc war 1879 gestorben) zum Architekten für das Palais ernannt, der Wiederaufbau begann 1883.

### Heutige Verwendung
Auch heute noch ist das Palais de Justice einer der Nervenzentren der französischen Justiz, da es die Cour de cassation (Kassationsgerichtshof), das höchste Gericht der ordentlichen Gerichtsbarkeit, beherbergt. Auch der Cour d’Appel de Paris (Appellationsgerichtshof) von Paris residiert hier sowie das Tribunal de Grande Instance. Die unmittelbare Nähe zur Direction régionale de la police judiciaire de la Préfecture de police, die die Gebäude am Quai des Orfèvres belegt, vereinfacht die Kommunikation zwischen Exekutive und Jurisdiktion.

## Neubau
Seit 2017 hat die Justiz ein neues Gebäude, den Neuen Justizpalast am Pariser Autobahnring im Norden. 
Der Umzug des im Palais de Justice beengten Tribunal de Grande Instance (TGI) in ein eigens dafür zu errichtendes Gebäude mit einer Fläche von 115.000 m² war seit mehreren Jahren im Gespräch. Um dieses Projekt zum Ziel zu führen, wurde das „Établissement public du palais de justice de Paris“ (EPPJP) gegründet. Am 25. Januar 2005 entschied die Regierung unter Premierminister Jean-Pierre Raffarin, dass von den in dem Erschließungsgebiet (ZAC) Paris Rive Gauche zur Debatte stehenden drei Geländen Austerlitz, Tolbiac und Masséna der Standort Tolbiac zu bevorzugen sei. Dagegen erhoben der Pariser Oberbürgermeister und Serge Blisko, Bürgermeister des 13. Arrondissements Einspruch, da dort durch den Bau von 1000 Wohnungen und die Anlage eines 2 Hektar großen Gartens die Anbindung des neu erschlossenen Gebietes an die bestehende Substanz der alten Viertel gewährleisten soll. Sie plädierten für den im Bereich der Stadtgrenze im Westen von dem mehrspurigen Boulevard périphérique, im Osten von den verkehrsreichen Boulevards des Maréchaux eingegrenzten Standort Masséna und ließen dafür einen Entwurf von dem Architekten Yves Lion vorlegen, der in der Vergangenheit bereits mit der Planung des TGI in Draguignan und des TGI in Lyon beauftragt worden war. 
Die Magistratur lehnte zunächst das städtische Projekt mit dem Hinweis auf die fehlenden Anbindung an das öffentliche Verkehrsnetz ab und sprach sich im November 2006 ganz gegen den Umzug aus. Dessen ungeachtet schrieb das EPPJP im Frühjahr 2007 einen internationalen Wettbewerb für Tolbiac aus. Unter den 200 Teilnehmern prämiert wurden am 27. November 2007: Josep Foses (Spanien), Pacôme Bommier (3 Box, Frankreich) sowie Fernando Donis und Katrin Betschinger (Niederlande). Im Februar 2008 bat der Vorsitzende des Tribunals, sämtliche Projekte zu stoppen und einen Umzug in das unweit des Justizpalastes angesiedelte Krankenhausgebäude des Hôtel-Dieu zu erwägen, dessen Aktivitäten zukünftig um 80 % reduziert werden sollen. Im November sah das TGI sich schließlich gezwungen, im Hinblick auf zwei bevorstehende Prozesse einen provisorischen Audienzsaal im Eingangsbereich des Justizpalastes errichten zu lassen. Die Kosten beliefen sich auf 600.000 €.